# Irisación

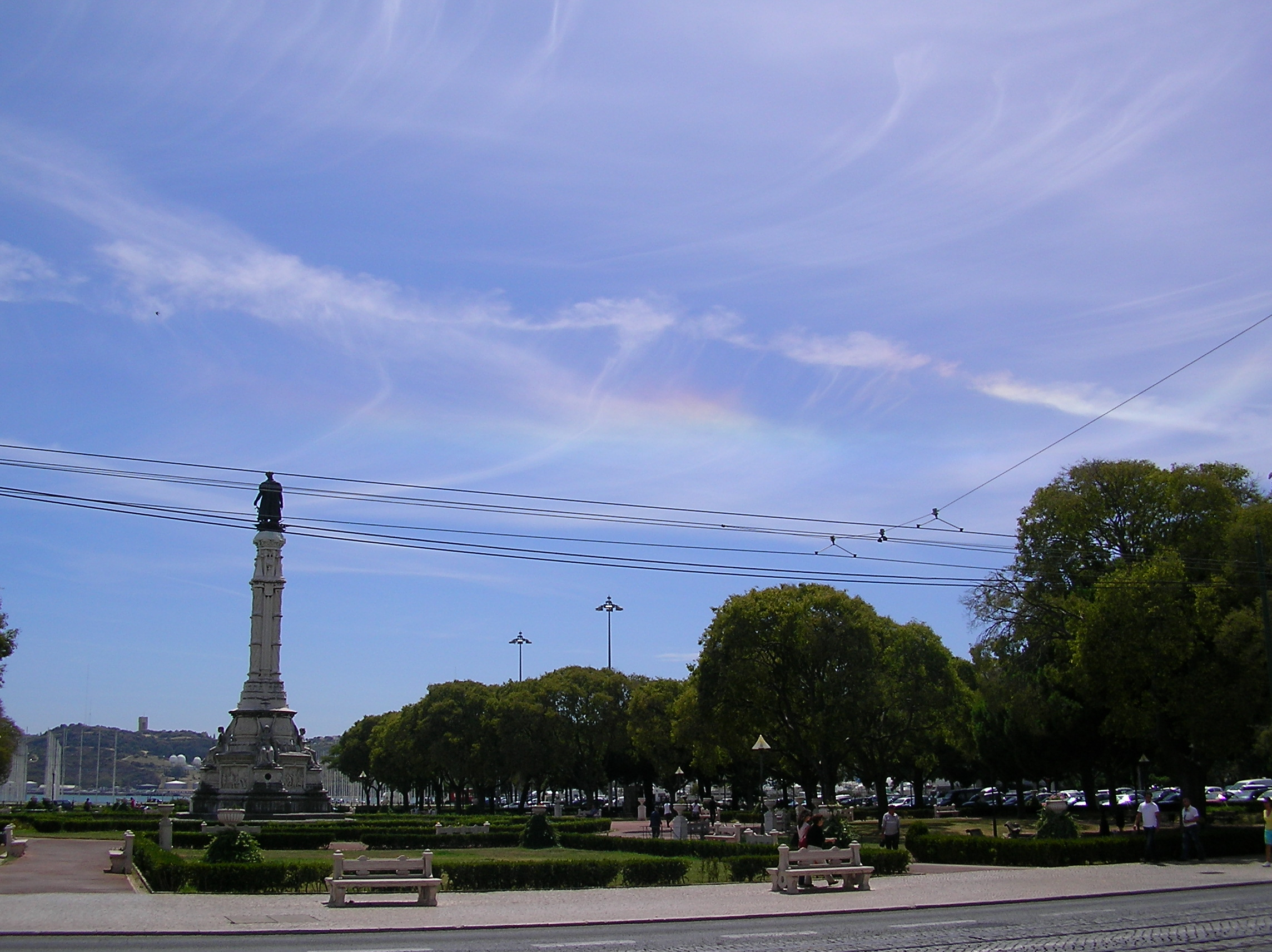
Irisación (centro de la imagen) en Lisboa.

Una irisación es un fenómeno óptico meteorológico que se manifiesta cuando aparecen coloraciones en las nubes. Los colores observados pueden aparecer de forma desordenada en la nube o en los bordes de la misma, siendo los más habituales el verde y el rojo.
Las irisaciones se producen cerca del Sol. A menos de 10 grados de distancia angular se generan por difracción mientras que a distancias angulares mayores se generan por interferencia. En ocasiones se observan irisaciones a más de 40° del astro rey.
Las irisaciones se observan en nubes altas (especialmente en cirrocúmulos) y medias (especialmente en altocúmulos). También se pueden observar en las estelas de condensación. No obstante, aun en presencia de estas nubes, las irisaciones aparecen sólo ocasionalmente.

## Fuente
- Atlas internacional de nubes, volumen I, «Manual de observación de nubes y otros meteoros», Organización Meteorológica Mundial, 1993.